# Grupo Anaya
Grupo Anaya és una empresa editorial espanyola controlada pel grup francès Lagardère. La seva activitat se centra principalment en el negoci dels llibres de text, i engloba diferents segells editorials i publicacions.

## Història
Ediciones Anaya neix a Salamanca en 1959, de la mà de Germán Sánchez Ruipérez. Les seves primeres publicacions s'orienten al món educatiu. Posteriorment, al costat dels textos escolars aniran apareixent noves col·leccions, que donaran lloc a empreses especialitzades. Així, de l'àmbit de les obres literàries, sorgeixen, en 1973, Ediciones Cátedra i Ediciones Pirámide.
El creixement continua en 1979, any en què participa amb Xulián Maure Rivas en la creació de Edicións Xerais de Galícia, empresa clau en el desenvolupament de la cultura gallega. En 1980 es crea a Catalunya Editorial Barcanova, amb forta presència en el sector educatiu i en el de les publicacions generals.
En 1981, Anaya adquireix Editorial Tecnos, prestigiosa empresa fundada en 1947, que compta amb diverses col·leccions. En 1984 es crea Anaya Multimedia, editorial que neix amb l'objectiu de desenvolupar publicacions en el terreny de la informàtica. En 1985, es funda Algaida Editores per al desenvolupament de llibres de text i de literatura de la pròpia cultura andalusa. Aquest mateix any, Anaya adquireix Biblograf, empresa editora de diccionaris Vox, atles i grans obres enciclopèdiques, i compra CREDSA, empresa comercial que aporta una gran xarxa de venda a crèdit.
En 1986, neix Eudema, amb l'objectiu d'editar obres dirigides al sector universitari. En 1988, es crea el Grupo Anaya, amb la finalitat d'integrar les diferents editorials i empreses que han anat sorgint al llarg de gairebé tres dècades. Al juny de 1989, Grupo Anaya adquireix Alianza Editorial, creada en 1965, i el catàleg de la qual, interdisciplinària i representatiu de cultura contemporània, respon a una de les editorials més prestigioses i emblemàtiques de llengua espanyola.
En 1993, Ediciones Anaya es transforma en Anaya Educación. En 1996, es crea al País Basc, una nova editorial: Haritza. Des de la fi de 1996, Grupo Anaya participa amb un 45% en Ediciones Siruela, una de les més prestigioses editorials espanyoles de creació literària.
Grupo Anaya està integrat des de 2004 en el grup Hachette Livre, que forma part del grup Lagardère.

## Empreses del Grupo Anaya
- Algaida
- Alianza
- Anaya Educación
- Anaya Infantil Y Juvenil
- Anaya Multimedia
- Anaya Touring Club
- Barcanova
- Cátedra
- Larousse
- Oberon
- Pirámide
- Tecnos
- Vox
- Edicións Xerais